# イヴァン・ハリトーノフ
イヴァン・ミハイロヴィチ・ハリトーノフ（ロシア語: Иван Михайлович Харитонов, ラテン文字転写: Ivan Mikhailovich Kharitonov、1870年6月14日 - 1918年7月17日）は、ロマノフ朝最後の皇帝ニコライ2世一家の料理人だった。
元皇帝一家とともにエカテリンブルクのイパチェフ館に監禁され、1918年7月17日に彼らとともに殺害された。1981年に在外ロシア正教会によってソビエト政権による圧政の犠牲者として列聖された（新致命者）。

## 人生
パリで料理の腕を磨いたハリトーノフは二月革命後にロマノフ家の調理場の給仕長に就任した。ハリトーノフの妻と娘はニコライ2世一家とともに十月革命後にトボリスクに監禁された彼に同行したが、1918年5月にエカテリンブルクへ移送された時は同行が許されなかった。ハリトーノフは監禁生活中に若い皇女達にパンの作り方を教えた。エカテリンブルクのイパチェフ館に滞在する従者の数は次第に減っていった。2人が投獄され、6月には侍医のエフゲニー・ボトキン、メイドのアンナ・デミドヴァ、フットマンのアレクセイ・トルップ、皿洗いの少年レオニード・セドネフしかいなくなった。
7月17日にヤコフ・ユロフスキー率いる銃殺隊によってニコライ2世と夫人のアレクサンドラ、夫婦の5人の子供（オリガ、タチアナ、マリア、アナスタシア、アレクセイ）、他の3人の従者とともに殺害された。ハリトーノフは銃殺隊による最初の一斉射撃で発射された弾丸が当たり、死亡した。ユロフスキーによると、「座るようにして死んでいった」という。48歳没。

## 死後の再評価
7月17日の他の殺人被害者と同じく1981年に在外ロシア正教会によって列聖された。
ハリトーノフの孫、バレンティン・ハリトーノフは1998年7月17日にサンクトペテルブルクのペトル・パウェル大聖堂で執り行われた80年前にイパチェフ館で亡くなったニコライ2世一家とその従者のための葬儀に出席した。
2009年10月16日にロシア連邦検察庁はハリトーノフら従者を含めたボリシェヴィキによる赤色テロの犠牲者52名の名誉の回復を発表した。